# Gladwin megye
Gladwin megye az Amerikai Egyesült Államokban, azon belül Michigan államban található. Megyeszékhelye és legnagyobb városa Gladwin. Lakosainak száma 25 386 fő (2020. április 1.). Gladwin megye Ogemaw, Midland, Arenac, Bay, Roscommon, Clare és Isabella megyékkel határos.

## Népesség
A megye népességének változása:
| Lakosok száma | 25 720 | 25 847 | 25 521 | 25 493 | 25 164 | 25 386 |
|               | 2010   | 2011   | 2012   | 2013   | 2015   | 2020   |